# Milejówka
Milejówka – dawny wąskotorowy przystanek osobowy w Piotrkowie Trybunalskim, w województwie łódzkim, w Polsce.